# Робелін (Луїзіана)
Робелін (англ. Robeline) — селище (англ. village) в США, в окрузі Начітош штату Луїзіана. Населення — 174 особи (2010).

## Географія
Робелін розташований за координатами 31°41′23″ пн. ш. 93°18′14″ зх. д. / 31.68972° пн. ш. 93.30389° зх. д. (31.689825, -93.303937).  За даними Бюро перепису населення США в 2010 році селище мало площу 3,08 км², уся площа — суходіл.

## Демографія
Згідно з переписом 2010 року, у селищі мешкали 174 особи в 71 домогосподарстві у складі 53 родин. Густота населення становила 56 осіб/км².  Було 91 помешкання (30/км²).
Расовий склад населення:
| - 83,9 % — білих - 9,8 % — чорних або афроамериканців - 5,7 % — корінних американців |

До двох чи більше рас належало 0,6 %. Частка іспаномовних становила 0,6 % від усіх жителів.
За віковим діапазоном населення розподілялося таким чином: 26,4 % — особи молодші 18 років, 62,1 % — особи у віці 18—64 років, 11,5 % — особи у віці 65 років та старші. Медіана віку мешканця становила 37,5 року. На 100 осіб жіночої статі у селищі припадало 87,1 чоловіків;  на 100 жінок у віці від 18 років та старших — 100,0 чоловіків також старших 18 років.
За межею бідності перебувало 18,2 % осіб, у тому числі 0,0 % дітей у віці до 18 років та 6,3 % осіб у віці 65 років та старших.
Цивільне працевлаштоване населення становило 37 осіб. Основні галузі зайнятості: роздрібна торгівля — 29,7 %, виробництво — 29,7 %, сільське господарство, лісництво, риболовля — 16,2 %, оптова торгівля — 8,1 %.